# Wan Xiaoli
Wan Xiaoli (万 晓 利; nacido en 1971) es un cantante de género folk-rock, guitarrista y armonicista chino. Es originario de Ci County, Handan, Hebei, pero reside en Pekín desde 1997.
Ha lanzado dos álbumes entre los años 2002 y 2007.

## Discografía
- 2002: Zou Guo Lai Zou Guo Qu (Walk Here, Walk There).
- 2004: Badhead 3 (compilation).
- 2006: All the Things Are Better Than You Imagine.
- 2011: Beifang De Beifang (The North Of The North).